# Estadio Municipal de Marbella
Estadio Municipal de Marbella, é um estádio em Marbella, Espanha. Ele é usado principalmente para o futebol. Time de futebol espanhol em Marbella FC realização dos jogos em casa no estádio. A capacidade do estádio é de 7.300 pessoas. É um local para a Marbella Cup e Futebol Impacto da Copa, um relatório anual amigável torneios de futebol.
Rock Supergrupo Rainha realizada aqui em 5 de agosto de 1986, durante a sua Magia Tour. Este era seu último show ao vivo com Freddie Mercury.
Astro Pop Michael Jackson se apresentou na frente de 28.000 em 5 de agosto de 1988, durante o seu Bad World Tour.